# Rue Saint-Georges (Rennes)
Pour les articles homonymes, voir Rue Saint-Georges et Palais Saint-Georges.
La rue Saint-Georges est une voie de la commune française de Rennes, située dans le centre historique, au nord de la Vilaine.

## Situation et accès
Cette rue va de la place du Parlement-de-Bretagne à la rue Gambetta, où se trouve le palais Saint-Georges.
D'est en ouest, deux rues prennent dans la partie sud de la rue saint-Georges : la rue du Docteur Regnault et la rue Derval.
Avec ses nombreuses terrasses de restaurants et de cafés, cette rue est l'une des plus animées du centre-ville de Rennes et attire toujours de nombreux touristes.

## Historique
Cette rue n’a pas été touchée par l'incendie de Rennes de 1720 et la reconstruction qui a suivi : elle présente donc de très nombreux bâtiments à pans de bois, dont plusieurs sont protégés au titre des monuments historiques.

## Bâtiments remarquables et lieux de mémoire

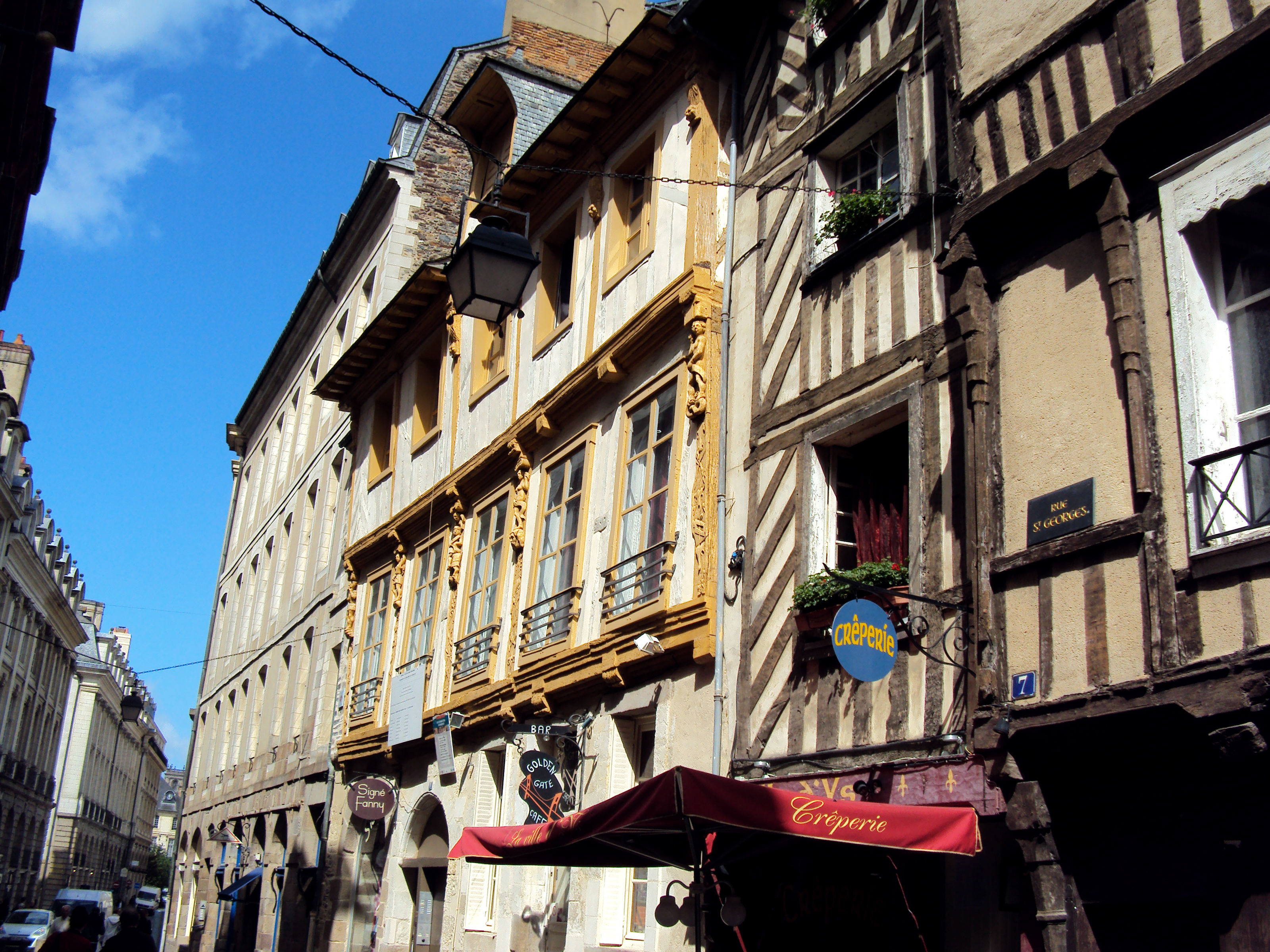
La rue Saint-Georges en été

- au 1, un immeuble entrant dans la composition de la place du Parlement-de-Bretagne, classé au titre des monuments historiques[1],
- au 2, l'Hôtel de Mucé, classé au titre des monuments historiques[2],
- au 3, l'Hôtel de la Moussaye, partiellement classé et partiellement inscrit au titre des monuments historiques[3],
- au 8, un immeuble, inscrit au titre des monuments historiques[4],
- au 10, un immeuble, inscrit au titre des monuments historiques[5],
- au 12, un immeuble, inscrit au titre des monuments historiques[6],
- au 13, le petit Hôtel de Chalain, inscrit au titre des monuments historiques[7],
- au 14, un immeuble, classé au titre des monuments historiques[8],
- au 15, l'Hôtel de Chalain, inscrit au titre des monuments historiques[9],
- au 17, le Hot Club de Rennes, club de jazz ouvert de 1941 à 1952,
- au 23, un immeuble, inscrit au titre des monuments historiques[10],
- au 26, un immeuble, inscrit au titre des monuments historiques[11],
- au 32, un immeuble, inscrit au titre des monuments historiques[12],
- au 34, l'Hôtel de Ferron, inscrit au titre des monuments historiques[13].